# Radčice (Vodňany)
Radčice jsou vesnice, část města Vodňany v okrese Strakonice v Jihočeském kraji. Nachází se asi 2,5 kilometru severně od Vodňan; po jihovýchodní straně ji míjí silnice I/20, spojující Vodňany a Protivín. Radčice leží v katastrálním území Radčice u Vodňan o rozloze 4,73 km².

## Historie
První písemná zmínka o vesnici pochází z roku 1227.

## Obyvatelstvo
| Rok            | 1869 | 1880 | 1890 | 1900 | 1910 | 1921 | 1930 | 1950 | 1961 | 1970 | 1980 | 1991 | 2001 | 2011 | 2021 |
| -------------- | ---- | ---- | ---- | ---- | ---- | ---- | ---- | ---- | ---- | ---- | ---- | ---- | ---- | ---- | ---- |
| Počet obyvatel | 315  | 313  | 267  | 313  | 332  | 291  | 294  | 198  | 182  | 172  | 146  | 101  | 99   | 165  | 184  |
| Počet domů     | 40   | 41   | 41   | 41   | 41   | 42   | 49   | 57   | 48   | 48   | 42   | 52   | 56   | 62   | 67   |

## Obecní správa
Při sčítání lidu v letech 1850–1976 Radčice byly samostatnou obcí, se kterým patřily nejprve do okresu Písek, ale v roce 1950 v okrese Vodňany a od roku 1960 v okrese Strakonice. Od 1. dubna 1976 jsou částí města Vodňany v okrese Strakonice.

## Pamětihodnosti
- Brzdový kámen, historická dopravní značka
- Boží muka, u staré cesty do Vodňan
- Usedlost čp. 5
- Usedlost čp. 15
- Usedlost čp. 20

## Osobnosti
- Tomáš Suhrada (1855–?), architekt, stavitel a urbanista

Žil tu a působil rolník a politik Josef Suhrada (1869–1914), na počátku 20. století poslanec Říšské rady a okresní starosta ve Vodňanech.

## Galerie

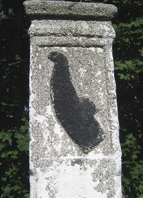
detail hlavice brzdového kamene
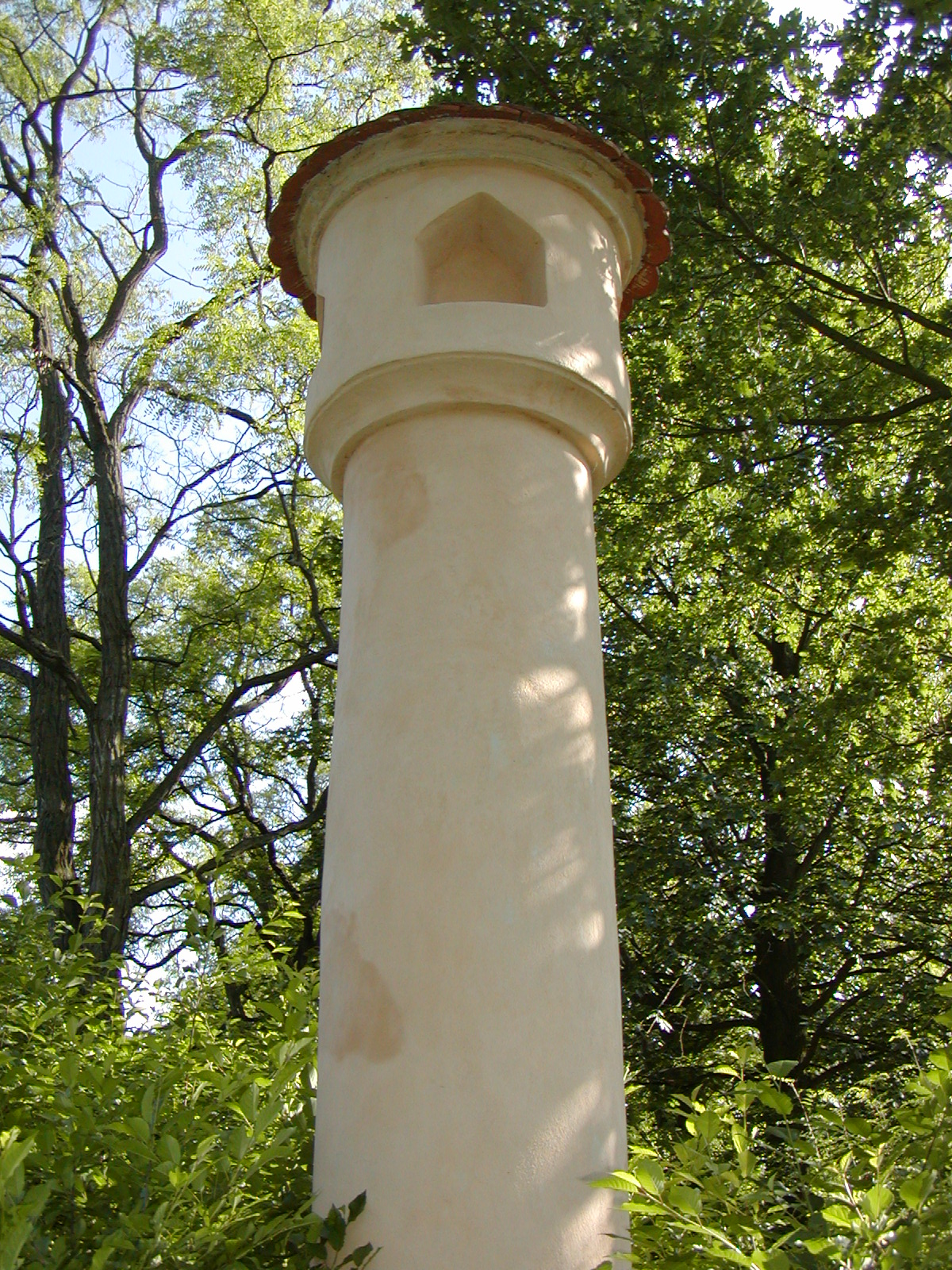
Boží muka
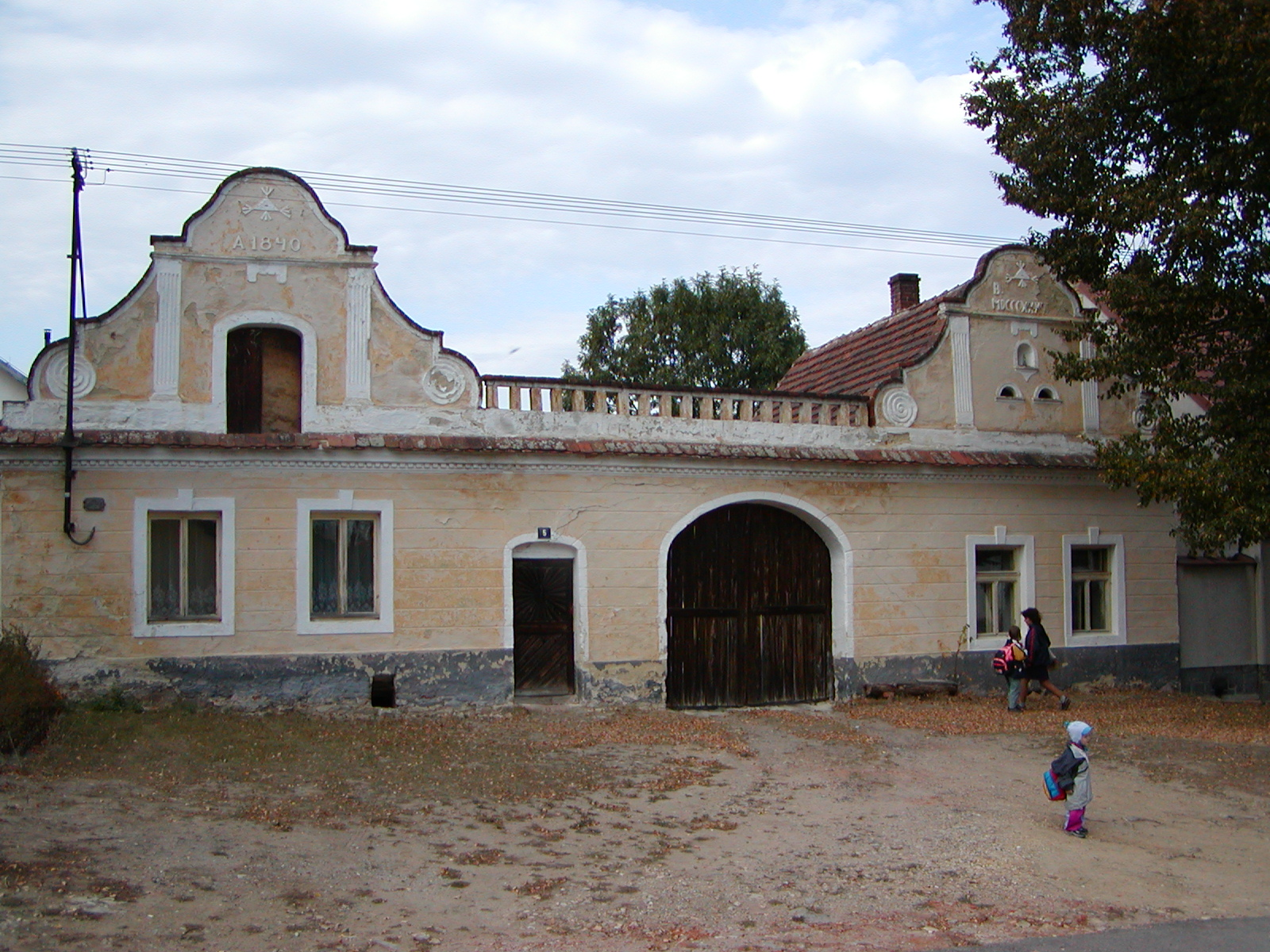
Usedlost čp. 5